# Vườn quốc gia Great Himalaya
Vườn quốc gia Great Himalaya là một vườn quốc gia nằm ở Kullu, thuộc bang Himachal Pradesh. Được thành lập vào năm 1984, vườn quốc gia có diện tích 1.171 km2, nằm giữa độ cao từ 1500 đến 6000m. Vườn quốc gia Great Himalaya là một môi trường sống của nhiều loài thực vật, hơn 375 loài động vật trong đó bao gồm gần khoảng 31 loài động vật có vú, 181 loài chim, 3 loài bò sát, 9 loài lưỡng cư, 11 loài giun đốt, 17 loài động vật thân mềm và 127 loài côn trùng. Chúng được bảo vệ nghiêm ngặt theo Đạo luật Bảo vệ Động vật hoang dã năm 1972, do đó bất kỳ hành động săn bắn nào đều không được phép.
Vào tháng 6 năm 2014, vườn quốc gia Great Himalaya đã được thêm vào danh sách di sản thế giới của UNESCO. Ủy ban Di sản thế giới của UNESCO đã đánh giá về vườn quốc gia này mang "vẻ đẹp tự nhiên đặc biệt và bảo tồn đa dạng sinh học cao".

## Mô tả

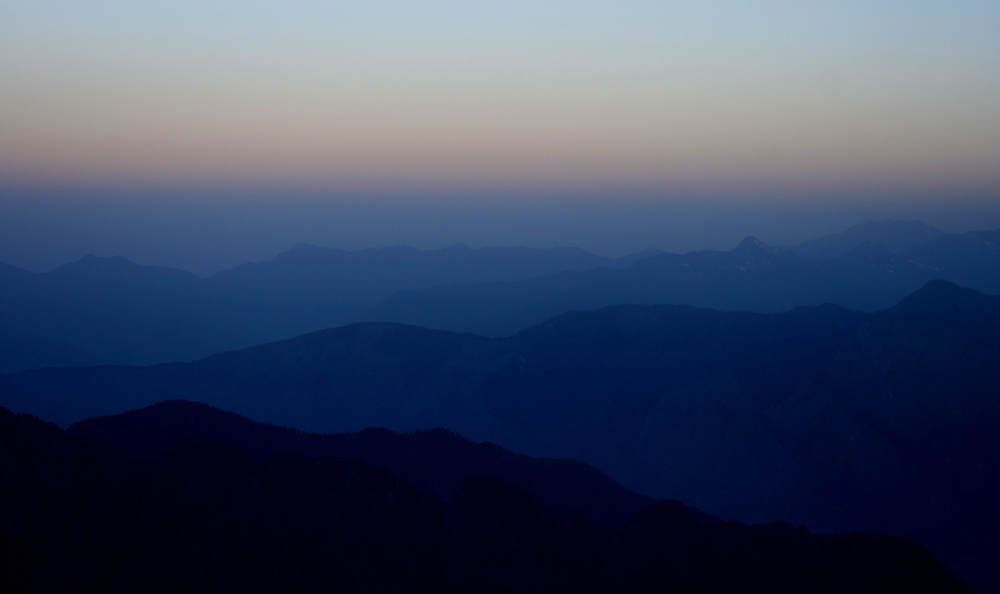
Hoàng hôn ở Kullu, Himachal Pradesh, Ấn Độ.

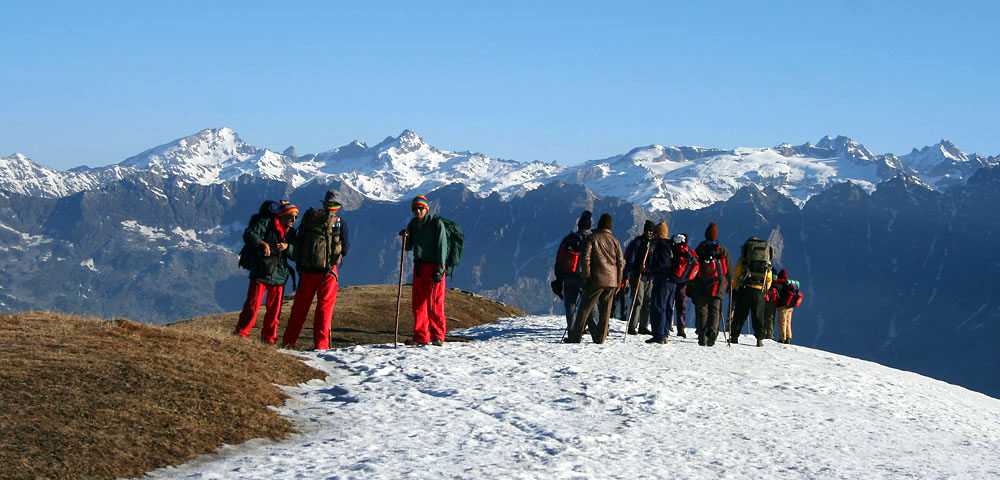
Rặng núi Dhauladhar, Kullu, Himachal Pradesh, Ấn Độ.

Năm 1984, Dự án động vật hoang dã Himachal (HWP) khảo sát các khu vực tại đây để thiết lập ranh giới của một vườn quốc gia sẽ được hình thành. Một khu vực bao gồm các lưu vực sông Jiwa, Sainj, và Tirthan trở thành Vườn quốc gia Great Himalaya vào năm 1984. Độ cao trung bình là khoảng 1.700 mét so với mực nước biển, đỉnh cao nhất trong vườn quốc gia đạt gần 5.800 mét.
Diện tích của vườn quốc gia tại thời điểm này là 754,4 km ² và nó là ranh giới bảo vệ tự nhiên ở phía bắc, phía đông và phía nam với những ngọn núi dốc và phủ đầy tuyết trắng. Để tạo điều kiện bảo tồn, vùng đệm có bán kính 5 km, kéo dài từ phía tây ngoại vi của vườn quốc gia, đã được phân loại như Khu Dự án Phát triển sinh thái (EPA).
EPA có diện tích 326,6 km ² (trong đó có 61 km ² của Khu bảo tồn Động vật hoang dã Tirthan) với khoảng 120 ngôi làng nhỏ, gồm 1.600 hộ gia đình với dân số khoảng 16.000 người. Kể từ đó, Đạo luật Bảo vệ Động vật hoang dã năm 1972 không cho phép bất kỳ con người cư trú trong vườn quốc gia. Phần diện tích 90 km ² trong khu vực Thung lũng sông Sainj bao gồm hai ngôi làng Shakti và Marore đã được phân loại như là Khu bảo tồn Động vật hoang dã Sainj (WLS). Hai ngôi làng xét về mặt kỹ thuật thì nó nằm "ngoài" vườn quốc gia, nhưng về địa lý, nó lại nằm giữa hai phần của Great Himalaya. Do đó, tổng diện tích đất thuộc quản lý của vườn quốc gia là 1.171 km ².

### Đặc điểm tự nhiên
Vườn quốc gia có những khu rừng lá kim tươi tốt, những đồng cỏ nằm rải rác với các loài thực vật ngoại lai, đỉnh núi tuyết tăng dần và sông băng nguyên sơ làm cho nó trở thành một khu vực lý tưởng của Himalaya. Các Thung lũng sông Sainj và Thung lũng hẻo lánh Tirthan là nhà của một loạt các động vật, trong đó phải kể đến dê núi, cừu hoang Himalaya, Ban linh, sơn dương, gấu nâu và các loài động vật ăn thịt như Báo hoa mai và báo tuyết. Một số loài khác phải kể đến gà lôi, Tragopan và các loài chim kỳ lạ của Himalaya khác mà không thể tìm thấy tại bất cứ nơi nào khác trong khu vực.
Himalaya là nguồn gốc của nỗi sợ hãi và cảm hứng cho vô số các nhân vật trong nhiều thiên niên kỷ. Đó là dãy núi lớn nhất, có đỉnh cao nhất và địa chất núi trẻ nhất trên hành tinh của chúng ta. Ở Ấn Độ, dãy núi được ví như là ngôi nhà của các vị thần. Himalaya cũng là một trong những vùng núi mỏng manh nhất trên thế giới và giữ một kho lưu trữ khổng lồ về tính đa dạng sinh học nhưng đang ngày càng chịu nhiều áp lực từ hoạt động của con người. Các phần của hệ sinh thái độc đáo Tây Himalaya đã dẫn đến việc thành lập các vườn quốc gia, và Great Himalaya là một trong số đó. Những tính năng này bao gồm sự đa dạng sinh học, dân số thưa thớt, khả năng tiếp cận khó khăn, ít khách du lịch, và một nền kinh tế địa phương truyền thống.

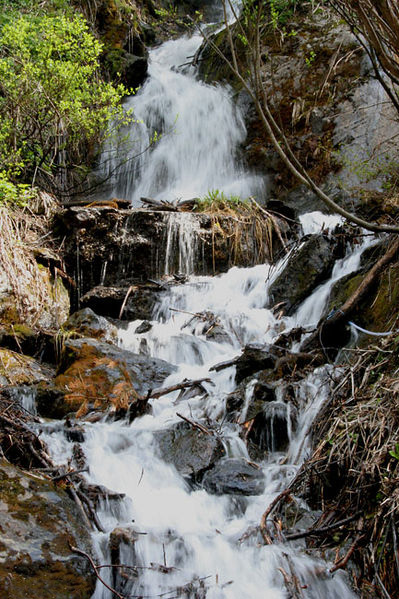
Một con suối ở Fual Pani trong Kullu, Himachal Pradesh, Ấn Độ.

### Sản phẩm tự nhiên
Vườn quốc gia này là một nguồn cung cấp nước cho các trung tâm từ nông thôn tới đô thị của khu vực, với bốn con sông lớn của khu vực đều có nguồn gốc từ các sông băng trong vườn quốc gia. Nó cũng là một nguồn nuôi dưỡng và sinh kế cho cộng đồng địa phương sống gần đó. Ngoài gỗ, môi trường rừng cung cấp cho người dân địa phương với các sản phẩm phi lâm nghiệp khác bao gồm mật ong, các loại hạt trái cây, vỏ cây bạch dương và thủy tùng, hoa và gỗ nhiên liệu. Tại địa phương nói riêng cũng như trên toàn thế giới nói chung, Great Himalaya có một trong số những khu bảo tồn mang tính công cộng cao. Cộng đồng quốc tế biết đến nó như là một trong những nơi thí điểm về phương pháp bảo tồn đa dạng sinh học dựa vào cộng đồng. Người dân địa phương trong Khu vực Phát triển sinh thái (hoặc vùng đệm tiếp giáp) nhận ra thực tế là họ đã khai thác quá mức các dược liệu và lâm sản, cừu và dê của họ cũng đã chăn thả quá mức khiến các đồng cỏ đang mất dần.

## Động thực vật

### Động vật

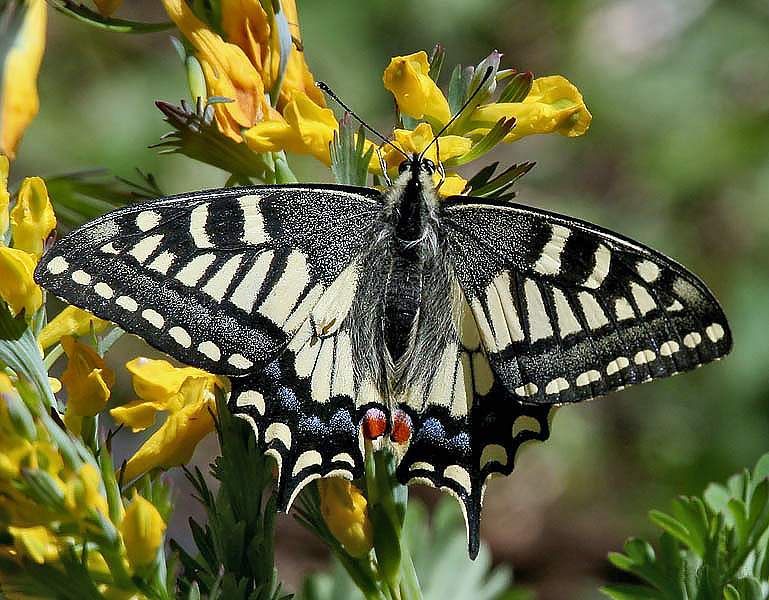
Bướm phượng vàng trong vườn quốc gia.

Vườn quốc gia Great Himalaya là nơi có hơn 375 loài động vật. Cho đến nay có 31 loài động vật có vú, 181 loài chim, 3 loài bò sát, 9 loài lưỡng cư, 11 loài giun đốt, 17 động vật thân mềm và các 127 loài côn trùng đã được xác định. Hầu hết các loài động vật tại đây đã được ưu tiên bảo vệ cao theo Phụ lục I của Đạo luật Động vật hoang dã Ấn Độ năm 1972. Chính quyền bang Himachal Pradesh đã cấm săn bắn trong tiểu bang trong hơn 10 năm. Một chuyến đi từ 35 đến 45 km trong bất kỳ của các Thung lũng nào ở độ cao trên 3.500 m trở lên sẽ dễ dàng bắt gặp các loài Cừu hoang Himalaya, báo tuyết, gấu nâu Himalaya, Thar Himalaya, và hươu xạ. Thời điểm tốt nhất để quan sát là vào mùa thu (tháng 9-11) khi các loài động vật bắt đầu di cư tới những vùng đất thấp hơn.

### Thực vật
Vườn quốc gia cũng có một sự đa dạng tuyệt vời của các loài thực vật nhờ vào phạm vi độ cao của nó và môi trường sống tương đối yên tĩnh. Từ các loài cây lá kim như vân sam, hạt dẻ ngựa tại các Thung lũng thấp, cho đến các loại thảo mộc núi cao và các loài của chi bách xù, tạo thành một thảm thực vật bất tận. Mặc dù một số khu vực đã bị thay đổi bởi chăn thả gia súc, nhưng đây là một trong số ít các khu vực của dãy Tây Himalaya có các khu rừng và đồng cỏ núi cao. Tại đây rất giàu có các khu rừng của vùng sinh thái linh sam, thực vật ôn đới núi cao và núi cao.